# Sesto Calpurnio Agricola

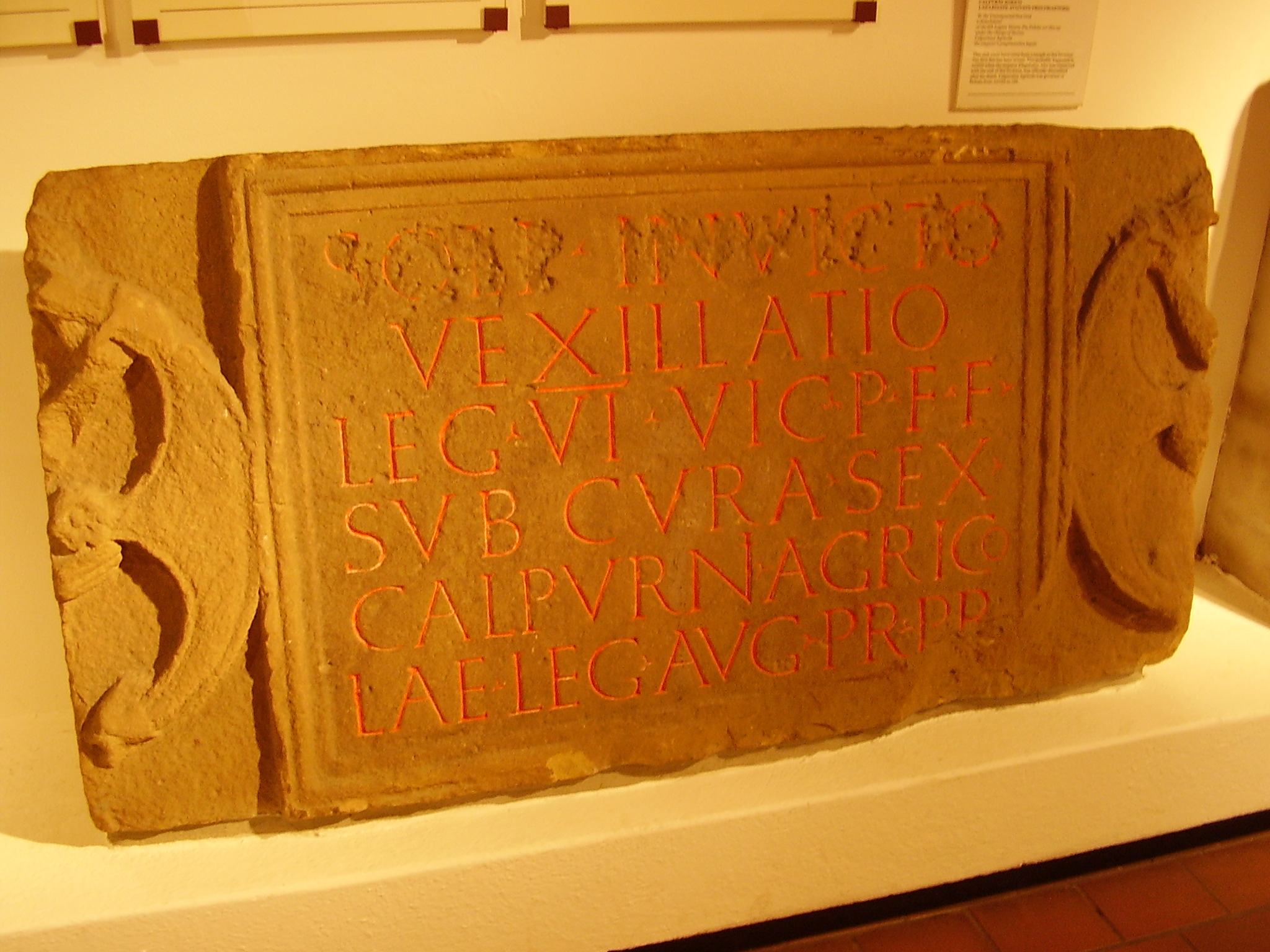
Iscrizione (RIB 1137) da un tempio dedicato al dio Sol Invictus eretto a Corbridge, Northumberland, nel 162-168, da soldati della Legio VI Victrix sotto Sesto Calpurnio Acricola. L'iscrizione reca segni di cancellazione nella prima riga, in corrispondenza del nome del dio: si tratta probabilmente di una conseguenza della damnatio memoriae di Commodo o di Eliogabalo, con cui la divinità era associata.

Sesto Calpurnio Agricola (in latino: Sextus Calpurnius Agricola; 125 circa – Dacia, 169) è stato un politico e militare dell'Impero romano.

## Biografia
Illustre personaggio dell'epoca degli Antonini, fu console suffectus attorno al 158/159.  
Fu nominato governatore della Germania Superiore attorno al 158, in seguito della Britannia tra il 163 e il 166 e da ultimo delle tre Dacie dal 167 al 169.
Lungo i confini occidentali della Dacia cadde in battaglia, in seguito agli scontri con le limitrofe popolazioni dei Sarmati Iazigi, dei Buri e dei Daci liberi, nella regione del Banato-piana del Tisza, nell'ambito delle guerre marcomanniche.